# كول سكوس
كول سكوس (بالإنجليزية: Cole Skuse) (29 مارس 1986 ببرستل في المملكة المتحدة - ) هو لاعب كرة قدم بريطاني في مركز الوسط. لعب مع إيبسويتش تاون ونادي بريستول سيتي.

## وصلات خارجية
- كول سكوس على موقع قاعدة بيانات كرة القدم.إي يو (الإنجليزية)
- كول سكوس على موقع Soccerbase.com (لاعب) (الإنجليزية)
- كول سكوس على موقع Soccerway.com (الإنجليزية)
- كول سكوس على موقع عالم كرة القدم.نت (الإنجليزية)